# Wesley Hunt
Wesley Parish Hunt, né le 13 novembre 1981 à Houston, est un homme politique américain. Membre du Parti républicain, il est élu du Texas à la Chambre des représentants des États-Unis depuis 2023.

## Biographie
Hunt est candidat au septième district congressionnel du Texas en 2020, mais est battu par Lizzie Fletcher.
Le 8 novembre 2022, il est élu dans le 38e district du Texas, nouvellement créé, en obtenant 63 % des voix face au démocrate Duncan Klussmann. Il est réélu le 5 novembre 2024 avec 62,7 % des voix face à la candidate démocrate Melissa McDonough.